# مندوتشيلو
المندوتشيلو (بالإيطالية: mandoloncello)‏ هي آلة وترية منقورة من عائلة المندولين. هي أكبر من المندولين وتعتبر آلة الباريتون في عائلة المندولين. تتوزع أوتارها الثمان على أربع مسارات مزدوجة، وتضبط الأوتار في كل مسار في يونيسون. يكون الضبط العام للمسارات بخامسات مثل المندولين، لكنه يبدأ بدو بيس (دو2). يمكن وصفه بأنه يمثل للمندولين ما يمثله الكمان الجهير للكمان.